# Mesoskalige Ozeanographie
Die mesoskalige Ozeanographie befasst sich mit ozeanischen Prozessen, die sich auf räumlichen Skalen von etwa 10 bis 100 Kilometern und zeitlichen Skalen von Tagen bis Wochen abspielen. Diese Skala liegt zwischen großräumigen Zirkulationssystemen wie dem Golfstrom und kleinräumigen Turbulenzphänomenen. Mesoskalige Prozesse sind ein zentrales Bindeglied zwischen großskaligen Klimamechanismen und kleinräumigen biologischen und physikalischen Interaktionen.

## Charakteristische Prozesse

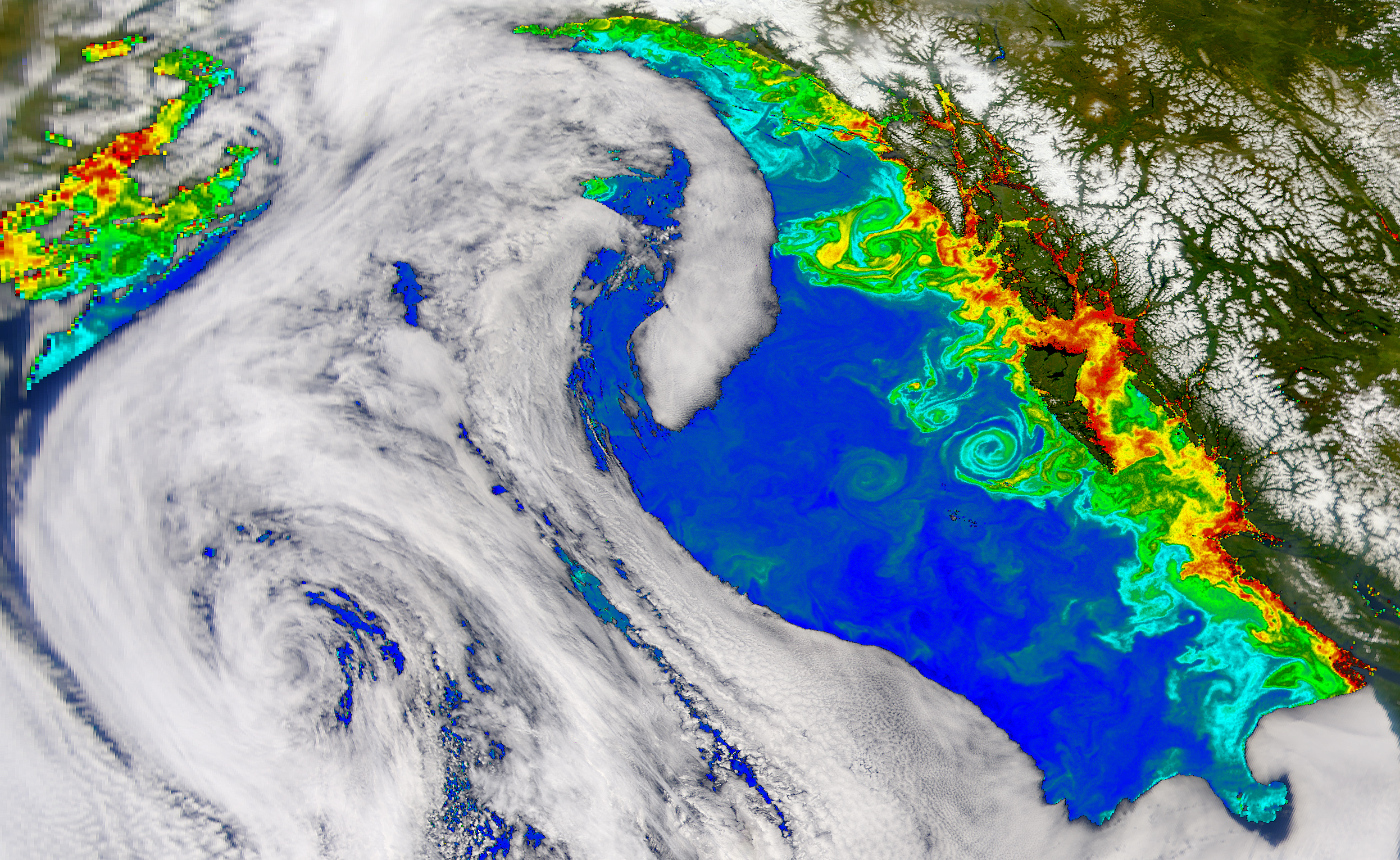
Eddys vor Haida Gwaii (bis 2009 offiziell Queen Charlotte Islands)

Zu den dominierenden Erscheinungsformen auf mesoskaliger Ebene zählen sogenannte Eddys (engl. Eddies) – rotierende Wasserwirbel mit Durchmessern typischerweise zwischen 50 und 200 km. Sie bestehen einige Tage bis mehrere Monate – häufig 30 bis 180 Tage, selten länger. Diese Wirbel entstehen durch Instabilitäten in Meeresströmungen und transportieren Wärme, Salz, Nährstoffe und biologische Organismen über große Distanzen. Neben Eddys treten auf mesoskaliger Ebene auch Fronten, also abrupte Übergänge zwischen Wassermassen mit unterschiedlichen physikalischen Eigenschaften, sowie Jets (schnelle, schmale Strömungen) und Filamente auf.

## Bedeutung im Erdsystem
Mesoskalige Prozesse spielen eine entscheidende Rolle in der Durchmischung des Ozeans, im Nährstofftransport zur euphotischen Zone sowie in der Primärproduktion mariner Ökosysteme. Sie beeinflussen außerdem den Austausch von Wärme und Gasen zwischen Ozean und Atmosphäre und sind somit klimarelevant. In biogeochemischen Modellen wird zunehmend erkannt, dass mesoskalige Strukturen maßgeblich die Verteilung von CO₂ und anderen Spurenstoffen beeinflussen.

## Zusammenhang mit der Globalen Erwärmung
Der Klimawandel wirkt sich auf mesoskalige Dynamiken sowohl direkt als auch indirekt aus. Steigende Meerestemperaturen und veränderte Windmuster können die Entstehung, Lebensdauer und Intensität mesoskaliger Wirbel beeinflussen. Gleichzeitig modifizieren mesoskalige Prozesse den Rückkopplungseffekt zwischen Ozean und Atmosphäre, indem sie z. B. den Wärmeaustausch, die vertikale Vermischung und die biologische Kohlenstoffpumpe beeinflussen. In einem sich wandelnden Klima könnten sich daher die Muster der Kohlenstoffaufnahme und Wärmespeicherung im Ozean erheblich verändern – mit bislang schwer abschätzbaren Konsequenzen für das globale Klimasystem.